# Potamius
Pour les articles homonymes, voir Potamius (homonymie).
Potamius, ou Pouange en français ou Pôtamio en portugais, fut évêque de Lisbonne au milieu du IVe siècle.
C'est le premier évêque lisboète dont l'existence fut prouvée.

## Biographie
Né dans l'une des provinces romaines d'Espagne, Potamius a défendu l'hérésie  arienne, et l'on pense qu'il fut à l'origine du  Second Credo Sirmien (en 357).
En 325, il fut invité au concile de Nicée, au cours duquel l'arianisme fut condamné. Il participa au concile de Rimini en 356.